# 杂家
雜家是先秦時代學術思想中的九流十家之一。

## 概况
雜家之所以為雜家，是因為雜家不具有原創思想，而以取各家所長，避各家所短見長。雜家主要包括《呂氏春秋》、《淮南子》及《尸子》。雜家的學者本身並不自認為自己是雜家，而自認為其它各家，以目前所知的資料來看，此一名稱是班固在《漢書·藝文志》中最早提出的，《汉书》中说：“杂家者流，盖出于议官。兼儒、墨，合名、法，知国体之有此，见王治之无不贯，此其所长也。”，并著录杂家著作二十种四百零三篇于其后。《隋书·经籍志》亦著录杂家著作九十七部二千七百二十卷之多。纪昀在《杂家类叙》中则认为“杂之广义，无所不包”。胡適說︰“雜家是道家的前身，道家是雜家的新名。汉以前的道家可叫做杂家，秦以后的杂家应叫做道家。”
由於中國哲學在於春秋戰國後漸少原創，並由於項羽火燒秦宮之舉，使得許多思想的經典付之一炬，在其本源殘缺不全之下，多數的思想家往往向不同的諸子各家裡取法，而不再執著本源，故自漢以後，九流十家幾已都算是雜家，不復原貌。

## 外部連結
- 雜家經典 （页面存档备份，存于） - 中國哲學書電子化計劃